# Liga Deportiva Universitaria de Quito
La Liga Deportiva Universitaria, popularment coneguda com a LDU o Liga de Quito, és un club de futbol equatorià, de la ciutat de Quito.

## Història
El club va ser fundat el 13 de gener de 1930. En els seus inicis jugà a un petit camp anomenat Estadio del Arbolito. Posteriorment es traslladà a l'estadi Olímpico Atahualpa, que compartia amb el Club Deportivo El Nacional, Sociedad Deportivo Quito i Club Deportivo ESPOLI. El 1997 inaugurà el seu propi estadi anomenat Rodrigo Paz Delgado o La Casa Blanca.
Entre els seus majors èxits cal destacar 12 campionats nacionals. Ha participat 20 cops a la Copa Libertadores, de la qual va ser campió l'any 2008, i 14 cops a la Copa Sud-americana, de la qual ha guanyat en dues ocasions: 2009 i 2023.
També va ser campió de la Recopa Sud-americana en dues ocasions: 2009 i 2010

## Palmarès
- Copa Libertadores de América: 
  - 2008
- Copa Sud-americana: 
  - 2009
  - 2023
- Recopa Sud-americana: 
  - 2009
  - 2010
- Campionat equatorià de futbol:[1]
  - 1969, 1974, 1975, 1990, 1998, 1999, 2003, 2005 (Apertura), 2007, 2010, 2018
- Campionat Interandinos:[2]
  - 1954, 1959, 1960, 1961, 1966, 1967
- Campionat de Pichincha:[3]
  - 1932, 1952, 1953
- Subcampió del Campionat equatorià de futbol: 
  - 1977, 1981, 2008.
- Campionat ecuatoria amateur:
  - 1934, 1952.
- Subcampió del Campionat del Món de Clubs de futbol:
  - 2008

## Jugadors destacats
- Joffre David Guerrón Méndez.